# بالون كيسينج جرامي
بالون كيسينج جرامي (بالإنجليزية: Baloon Kissing Gourami)‏ موطنها الاصلي أنهار وجداول بلاد الشرق الأقصى الاستوائية، وجديدة في عالم هواية تربية الأسماك، سمك لطيف جدا وجرئ وسهل للاحتفاظ بها في الحوض.
من المحتمل انها تطور لسمكة كيسينج جرامي الوردية اللون، الشكل مستدير وذات جسم منساب بشكل جانبي. تستعمل هذه السمكة شفاهها لقشط الطحالب من سطح الصخور أو الزجاج في حوض السمك مثل الكيسينج جورامي.
يختلف عن باقي أسماك الجرامي، فليس له فقاعة مثلا الاخرين، البيض بالإضافة إلى صغار السمك يكونون أخف وزنا من الماء فيطوف على السطح.